# John Hamon

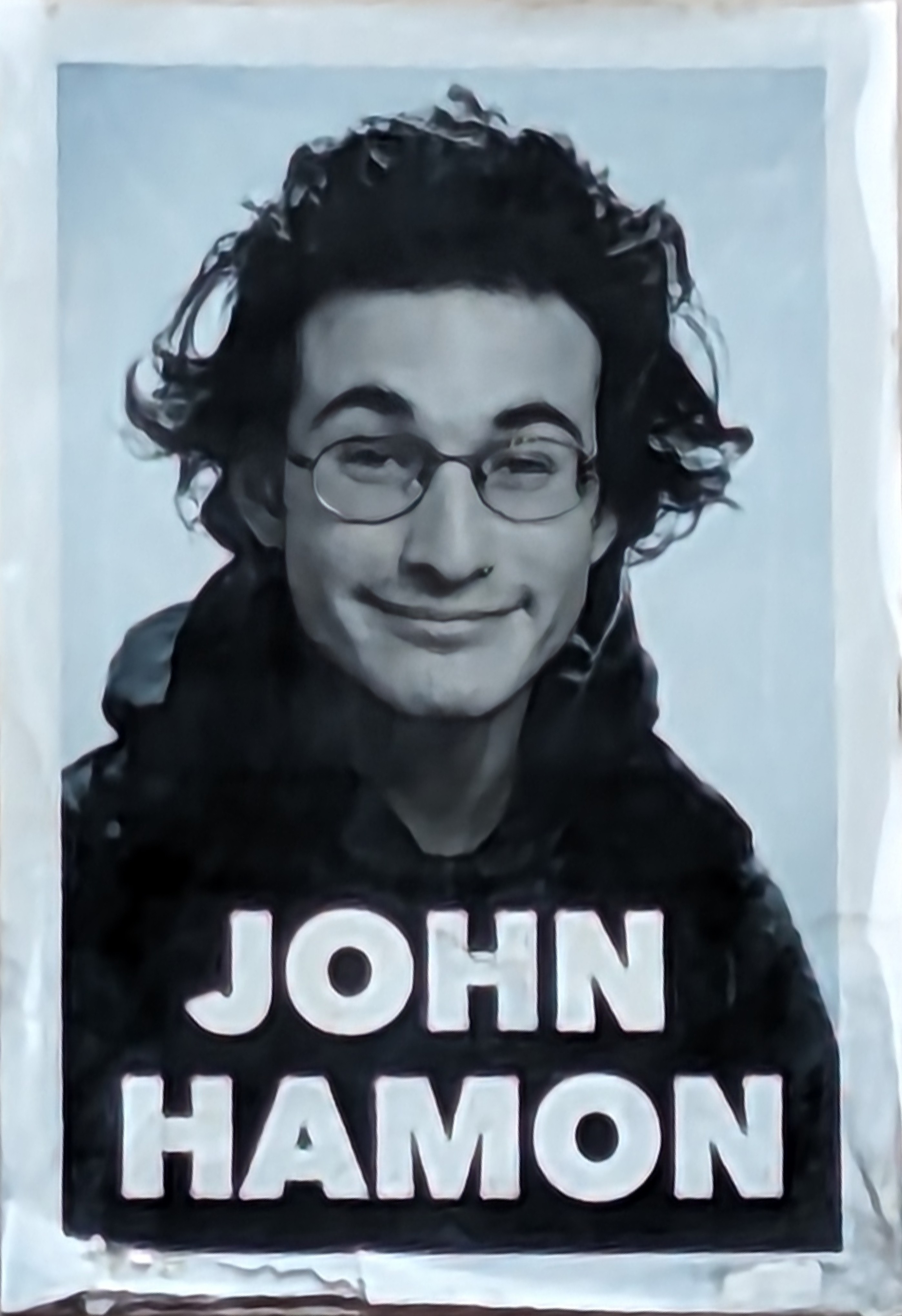
Affiche « John Hamon » représentant l'artiste.

John Hamon (né en 1982) est un artiste français spécialisé en art urbain, connu pour avoir posté son image sur des immeubles de nombreuses villes dont Paris. Il décrit sa motivation comme suit : « C'est la promotion qui fait l'artiste ou le degré zéro de l'art ». Son pseudonyme artistique est une allusion évidente au personnage de John Hammond dans la franchise Jurassic Park.[Information douteuse]

## Affiches de John Hamon
Hamon a commencé à afficher le portrait présent sur sa carte d'identité sur les murs parisiens en 2001. L'image elle-même a été prise en 2000, alors que Hamon avait 18 ans et fréquentait le lycée. Plus tard, Hamon a projeté l'image sur des bâtiments remarquables (le Palais de Tokyo, le Palais-Royal et la Bibliothèque nationale de France). Hamon a affiché l'image dans les monuments à travers le monde - comme la tour de Pise - dans 33 pays et 77 villes. L'image a également été utilisée en 2007 pour l'affiche d'une pièce de théâtre intitulée « La pièce » (cette mention apparaît seule sur l'affiche) sans rapport avec l'artiste, qui a été placardée notamment à Avignon et à Paris dans de nombreux endroits,. Parfois son nom apparaît, mais à l'envers et simplifié en Nojnoma. En avril 2019, il projette son image sur la Tour Eiffel. Il a déjà été arrêté pour avoir projeté sur Notre-Dame de Paris. Il a été libéré sans qu'aucune poursuite ne soit engagée.
L'image est la base de tous ses faits de vandalisme sur bâtiments publics publiées à ce jour.
En septembre 2021, la mairie de Paris s'est lancée dans une vaste opération de nettoyage de l'affichage sauvage notamment en hauteur, les affiches de John Hamon y sont aussi retirées et ce dernier cherche alors à renouer le dialogue avec la municipalité. 
|                        |
| Près de la tour Eiffel |

|                                    |
| Près d'une station de Metro, Paris |

## Projet de "Hamoney"
En décembre 2020, John Hamon lance un projet de monnaie artistique baptisée la "Hamoney". L'artiste édite une série de 5000 billets numérotés à son effigie, imprimés par l'intermédiaire de Oberthur Fiduciaire. Les 50 premiers billets sont signés. 30 planches à billets sont éditées. 2500 billets sont vendus au détail, le prix démarrant à 3 euros et progressant d'un euro tous les 100 billets. Cette démarche de promotion vise, d'après John Hamon, à "arriver à donner une valeur monétaire à un billet qui n'en a pas".